# Pargui Emile Paré
Pargui Emile Paré (Uagadugú, Alto Volta, 21 de octubre de 1965-), líder político y fundador del Movimiento Popular por el Socialismo. Excandidato presidencial a las elecciones de 2010. 

## Carrera política
Fundador de la Alianza Socialista, una coalición entre el Movimiento Popular por el Socialismo y el Partido Federal de Burkina Faso, además sumó a su alianza en 2005 al Partido Socialista, el cual no le apoyó en las elecciones de 2010.
Fue candidato para la elección presidencial de 2005, ocupando el décimo lugar con un 0,87% de los votos.
En las elecciones presidenciales de 2010 volvió a ser candidato, consiguiendo un 0,86% de los sufragrios, quedando en sexto lugar.

## Historia electoral
- Elección presidencial de Burkina Faso (2005), para el período 2006-2011[2]

| Candidato                   | Partido | Votos     | %      | Resultado  |
| --------------------------- | ------- | --------- | ------ | ---------- |
| Blaise Compaoré             | CDP     | 1 660 148 | 80,35% | Presidente |
| Bénéwendé Stanislas Sankara | UNIR-MS | 100 816   | 4,88%  |            |
| Laurent Bado                | PAREN   | 53 743    | 2,60%  |            |
| Philippe Ouedraogo          | PDS     | 47 146    | 2,28%  |            |
| Ram Ouedraogo               | RDEB    | 42 061    | 2,04%  |            |
| Ali Lankoandé               | PDP-PS  | 35 949    | 1,74%  |            |
| Norbert Michel Tiendrébéogo | FFS     | 33 353    | 1,61%  |            |
| Soumane Touré               | PAI     | 23 266    | 1,13%  |            |
| Gilbert Bouda               | PBR     | 21 658    | 1,05%  |            |
| Pargui Emile Paré           | MPS-PF  | 17 998    | 0,87%  |            |
| Hermann Yaméogo             | UNDD    | 15 685    | 0,76%  |            |
| Tjube Clément Dakio         | UDD     | 7 741     | 0,37%  |            |
| Nayabtigungu Congo Kaboré   | MTP     | 6 706     | 0,32%  |            |

- Elección presidencial de Burkina Faso (2010), para el período 2011-2016[3]

| Candidato                   | Partido | Votos     | %      | Resultado  |
| --------------------------- | ------- | --------- | ------ | ---------- |
| Blaise Compaoré             | CDP     | 1 357 955 | 80,15% | Presidente |
| Hama Arba Diallo            | PDS     | 139 114   | 8,21%  |            |
| Bénéwendé Stanislas Sankara | UNIR-MS | 107 331   | 6,34%  |            |
| Boukary Kaboré              | UPS-MP  | 39 188    | 2,31%  |            |
| Maxime Kaboré               | PIB     | 25 085    | 1,48%  |            |
| Pargui Emile Paré           | MPS     | 14 560    | 0,86%  |            |
| François Kaboré             | PDP-PS  | 10 964    | 0,65%  |            |